# Махалин, Алексей Ефимович
Алексей Ефимович Махалин (17 марта 1908 — 29 июля 1938) — начальник пограничной заставы «Пакшикори» Дальневосточного пограничного округа войск Народного комиссариата внутренних дел СССР, лейтенант, Герой Советского Союза.

## Биография
Родился 17 марта 1908 года в селе Новый Кряжим в крестьянской семье. Русский. Член ВКП(б) с 1932 года. Окончил начальную школу, курсы трактористов. Работал в своём селе.
С 1930 года служил в пограничных войсках. Окончил Харьковскую пограншколу НКВД СССР.
28 октября 1937 года на высоте 460.1 пограничный наряд заставы «Пакшехори» обнаружил два отрытых окопа, обнесённых проволочным заграждением. Из окопов открыли огонь, в перестрелке был ранен старший наряда лейтенант Махалин и убиты два японских солдата.
29 июля 1938 года начальник пограничной заставы Дальневосточного пограничного округа лейтенант Алексей Махалин нёс службу в районе озера Хасан (Приморский край) у высоты Безымянной во главе пограничного наряда (11 пограничников с винтовками и ручным пулемётом ДП-27).
На рассвете 29 июля несколько групп японских военнослужащих численностью до 150 солдат (усиленная рота пограничной жандармерии с 4 пулемётами «гочкис»), пользуясь туманной погодой, перешли государственную границу СССР и атаковали сопку Безымянную. Впоследствии им удалось окружить заставу. Махалин умело организовал бой в окружении и подготовил выход бойцов из кольца. Погиб в этом бою. Похоронен в братской могиле в селе Сухая Речка Хасанского района Приморского края.
За героизм и мужество, проявленные при охране государственной границы и в боях с японскими милитаристами, указом Президиума Верховного Совета СССР от 25 октября 1938 года лейтенанту Махалину Алексею Ефимовичу посмертно присвоено звание Героя Советского Союза.

## Правительственные награды
- Медаль «Золотая Звезда»;
- орден Ленина.

## Память

Бюст в селе Махалино Кузнецкого района Пензенской области (перед сельским домом культуры).

Бюст в Пензе на улице Калинина (перед школой № 25).

- Герой Советского Союза А. Е. Махалин навечно зачислен в списки личного состава Хасанского Краснознамённого ордена Кутузова 2-й степени пограничного отряда[3];
- на доме, в котором жил А. Е. Махалин, установлена мемориальная доска, а в самом доме создан музей[3];
- на могиле А. Е. Махалина установлен монумент[3];
- в школе, где учился будущий Герой, установлен его бюст[3];
- Именем А. Е. Махалина были названы:
  - его родное село в Кузнецком районе Пензенской области;
  - советская пограничная застава[3] (ныне — упразднена);
  - корабль Краснознамённого Тихоокеанского флота[3];
  - средняя школа в его родном селе Кузнецкого района Пензенской области[3];
  - средняя школа в городе Пензе[3];
  - улица во Владивостоке;
  - железнодорожная станция Дальневосточной ж.д.;
- в Пензе много лет подряд проходит фестиваль лёгкой атлетики памяти героя-пограничника А. Е. Махалина[5]. В 2013 году Фестиваль проводился в 34-й раз с участием более 600 спортсменов из разных областей России.

## Комментарии
1. ↑  Село Новый Кряжим с 21 января 1929[1] — в Кузнецком районе, ныне Пензенской области. Указом Президиума Верховного Совета РСФСР от 10.02.1940 переименовано в Махалино[2].